# Ik bun moar een eenvoudige boerenlul
"Ik bun moar een eenvoudige boerenlul" is een nummer van de Nederlandse band Normaal. Het nummer werd oorspronkelijk niet uitgebracht op een studioalbum, maar verscheen in 1978 als losstaande single.

## Achtergrond
"Ik bun moar een eenvoudige boerenlul" is geschreven door zanger Bennie Jolink en gitarist Ferdi Joly en geproduceerd door Adri-Jan Hoes. Het nummer stamt uit een tijd waarin men neerkeek op mensen met een Nedersaksisch accent, die daardoor voor boer werden uitgemaakt en zich als gevolg schaamden voor hun afkomst. Jolink heeft enige tijd in Amsterdam gewoond, waar hij dit ook ervoer. Hierdoor raakte hij geïnspireerd om een nummer te schrijven waarin hij vertelt dat men zich juist niet moet schamen voor zijn afkomst.
Naar aanleiding van "Ik bun moar een eenvoudige boerenlul" werd de term "boer" steeds meer als geuzennaam gebruikt. Jolink vertelde over de reactie op het nummer: "Dat sentiment herkende iedereen, van Limburg tot Groningen. Voor de mensen hier uit de buurt begint het al in de grote stad Doetinchem, waar je naar school gaat. Daar heb je jongetjes die niet gewoon Piet of Willem heten, maar Bas of zo. Notariszoontjes, die je uitlachen om je accent. Die sneller zijn, zich makkelijker uiten. En als je dan enigszins in het verdomhoekje zit, iets van de minderwaardigheid voelt die ik op sommige momenten in Amsterdam voelde, dan ga je extra fel erop om er niet op te worden aangekeken."
"Ik bun moar een eenvoudige boerenlul" werd een hitje in Nederland: het kwam tot plaats 31 in de Top 40 en plaats 24 in de Nationale Hitparade. In 1979 werd het voor het eerst op een album uitgebracht op het verzamelalbum Het allerbeste van Normaal. In 1987 stond het pas voor het eerst op een studioalbum: de heruitgave van het debuutalbum Oerend hard. In 2018 speelde de band het nummer tijdens de onthulling van hun standbeeld in Hummelo; het was voor het eerst sinds 2015 dat zij als groep optraden.

## Hitnoteringen

### Nederlandse Top 40
| Hitnotering: 22-07-1978 t/m 12-08-1978 | Hitnotering: 22-07-1978 t/m 12-08-1978 | Hitnotering: 22-07-1978 t/m 12-08-1978 | Hitnotering: 22-07-1978 t/m 12-08-1978 | Hitnotering: 22-07-1978 t/m 12-08-1978 | Hitnotering: 22-07-1978 t/m 12-08-1978 |
| Week                                   | 1                                      | 2                                      | 3                                      | 4                                      |                                        |
| -------------------------------------- | -------------------------------------- | -------------------------------------- | -------------------------------------- | -------------------------------------- | -------------------------------------- |
| Positie                                | 33                                     | 31                                     | 34                                     | 39                                     | uit                                    |

### Nationale Hitparade
| Hitnotering week 1: 01-07-1978 Hitnotering week 2 t/m 7: 15-07-1978 t/m 19-08-1978 | Hitnotering week 1: 01-07-1978 Hitnotering week 2 t/m 7: 15-07-1978 t/m 19-08-1978 | Hitnotering week 1: 01-07-1978 Hitnotering week 2 t/m 7: 15-07-1978 t/m 19-08-1978 | Hitnotering week 1: 01-07-1978 Hitnotering week 2 t/m 7: 15-07-1978 t/m 19-08-1978 | Hitnotering week 1: 01-07-1978 Hitnotering week 2 t/m 7: 15-07-1978 t/m 19-08-1978 | Hitnotering week 1: 01-07-1978 Hitnotering week 2 t/m 7: 15-07-1978 t/m 19-08-1978 | Hitnotering week 1: 01-07-1978 Hitnotering week 2 t/m 7: 15-07-1978 t/m 19-08-1978 | Hitnotering week 1: 01-07-1978 Hitnotering week 2 t/m 7: 15-07-1978 t/m 19-08-1978 | Hitnotering week 1: 01-07-1978 Hitnotering week 2 t/m 7: 15-07-1978 t/m 19-08-1978 | Hitnotering week 1: 01-07-1978 Hitnotering week 2 t/m 7: 15-07-1978 t/m 19-08-1978 |
| Week                                                                               | 1                                                                                  |                                                                                    | 2                                                                                  | 3                                                                                  | 4                                                                                  | 5                                                                                  | 6                                                                                  | 7                                                                                  |                                                                                    |
| ---------------------------------------------------------------------------------- | ---------------------------------------------------------------------------------- | ---------------------------------------------------------------------------------- | ---------------------------------------------------------------------------------- | ---------------------------------------------------------------------------------- | ---------------------------------------------------------------------------------- | ---------------------------------------------------------------------------------- | ---------------------------------------------------------------------------------- | ---------------------------------------------------------------------------------- | ---------------------------------------------------------------------------------- |
| Positie                                                                            | 41                                                                                 | uit                                                                                | 43                                                                                 | 26                                                                                 | 24                                                                                 | 31                                                                                 | 33                                                                                 | 38                                                                                 | uit                                                                                |

### NPO Radio 2 Top 2000
| Nummer met noteringen in de NPO Radio 2 Top 2000 | '20 | '21 | '22 | '23  | '24  |
| ------------------------------------------------ | --- | --- | --- | ---- | ---- |
| Ik bun moar een eenvoudige boerenlul             | 742 | 949 | 938 | 1349 | 1529 |

1. ↑  Een vetgedrukt getal geeft de hoogste notering aan.
2. ↑  2020 was het eerste jaar met een notering voor dit nummer.